# Municipio de Perry (condado de Mahoning)
El municipio de Perry (en inglés: Perry Township) es un municipio ubicado en el condado de Mahoning en el estado estadounidense de Ohio. En el año 2010 tenía una población de 4 habitantes y una densidad poblacional de 7,72 personas por km².

## Geografía
El municipio de Perry se encuentra ubicado en las coordenadas 40°54′21″N 80°49′5″O / 40.90583, -80.81806. Según la Oficina del Censo de los Estados Unidos, el municipio tiene una superficie total de 0.52 km², de la cual 0,51 km² corresponden a tierra firme y (1,5 %) 0,01 km² es agua.

## Demografía
Según el censo de 2010, había 4 personas residiendo en el municipio de Perry. La densidad de población era de 7,72 hab./km². De los 4 habitantes, el municipio de Perry estaba compuesto por el 50 % blancos y el 50 % eran de una mezcla de razas. Del total de la población el 0 % eran hispanos o latinos de cualquier raza.